# 心臓核医学検査
心臓核医学検査（しんぞうかくいがくけんさ）とは、放射性核種を含んだ放射性医薬品を被験者に投与し、心臓疾患、特に虚血性心疾患の診断、重症度、治療方針決定などに用いられる検査手法である。被験者に投与した放射性核種から放出される放射線を、検査機器で検知して、主に心筋の状態を見る。したがって、この検査を行うと、被験者は内部被曝が避けられない。

## 評価対象と検査手法
評価対象としては、心機能、心筋血流、心筋代謝、急性心筋壊死、交感神経機能がある。検査手法としては、被験者に投与した放射性核種の種類に応じて、単一光子放射断層撮影（SPECT）とポジトロン断層法（PET）とで、適切な撮影法が選択される。具体的には、崩壊によりガンマ線を生じる99mTcや201Tlまたは123Iを含む放射性医薬品ではSPECT、陽電子放出により壊変する11Cや13Nまたは18Fを含んだ放射性医薬品ではPETを選択する。
|                                     | SPECT                                   | PET                                        |
| ----------------------------------- | --------------------------------------- | ------------------------------------------ |
| 心機能 （心血管RIアンジオグラフィ） | 99mTc-ヒト血清アルブミン 99mTc-HSA-DTPA |                                            |
| 心筋血流 （心筋血流イメージング）   | 201Tl 99mTc-MIBI 99mTc-テトロホスミン   | 13NH3                                      |
| 心筋代謝                            | 123I-BMIPP（脂肪酸代謝）                | 18F-FDG（グルコース代謝） 11C-酢酸（酸素） |
| 急性心筋壊死                        | 99mTc-ピロリン酸                        |                                            |
| 交感神経機能                        | 123I-MIBG                               |                                            |

### 心筋血流イメージング
このうち、心筋血流イメージング（英語: Myocardial perfusion imaging, MPI）は、心筋生存能（viability）の評価に利用される場合がある。運動負荷を併用する事により、効果的に、健常心筋と虚血心筋（傷害は可逆的）、梗塞心筋（傷害は不可逆的）を評価でき、狭心症と心筋梗塞の鑑別に利用できる。
虚血性心疾患を診断するために心機能の動態画像を得る技術であり、負荷のかかった条件下では、虚血性の疾患の有る心筋は、正常な心筋よりも血流量が低下するという原理を応用した、心臓ストレス検査の1種である。例えば、99mTcを結合した放射性医薬品が、トレーサとして被験者に注射して用いられる。トレーサを導入した後、アデノシン、ドブタミン、ジピリダモール（アミノフィリンがジピリダモールの作用抑制に使われる）の投与や運動により、心臓に負荷を与えて心拍数を上昇させる。放射性薬品が負荷により心筋の各所に異なる血流量で行き渡った時点で、SPECT撮影が行われる。ストレス下で得られた画像と安静時での画像を比較して診断する。放射性核種は血流によりゆっくりと拡散して消失するので、両方の状態の測定を同日に行う事は稀であり、通常1～7日後に2度目の撮影を行う。ただし、201Tlとジピリダモールを用いた測定では負荷測定の2時間後に安静時の撮影を行える。しかし、ストレス下での画像が正常ならば、安静時も正常になる事は自明なので、2回目の来院検査は必要ない。その理由から通常ストレス下撮影を最初に行う。MPI検査の正確さは約83%（感度:85%、特異度:72%）である。これは虚血性心疾患を診断するための他の非侵襲的検査と同等かそれ以上の数値である。